# ザ・ウィズ (ミュージカル)
ザ・ウィズ (The Wiz: The Super Soul Musical "Wonderful Wizard of Oz" ) は、チャーリー・スモールズなどの作詞作曲、ウィリアム・F・ブラウン脚本のミュージカル。1900年のライマン・フランク・ボームによる児童書『オズの魔法使い』を基に、舞台を都会にしてアフリカ系アメリカ文化を背景にした。1974年10月21日にメリーランド州ボルチモアにあるモリス・A・メカニック・シアターで開幕し、1975年1月5日、ブロードウェイに進出して新たな出演者によりマジェスティック・シアターで上演された。
1975年のブロードウェイ・プロダクションはトニー賞においてミュージカル作品賞を含む7部門を受賞した。このミュージカルは全て黒人出演者による作品がブロードウェイのメインストリームとなった初期の作品となった。このミュージカルはニューヨーク、ロンドン、サンディエゴ、オランダで再演され、また2009年6月にはニューヨーク・シティ・センターの『Encores! 』では期間限定版が上演された。1978年、巨額を投じた同名映画『ウィズ』が公開され、カルト映画となっている。2015年12月3日、NBCで生中継によるテレビ版『ザ・ウィズ・ライヴ!』が放映される。

## オーディションおよびブロードウェイ
ミュージカルのアイデアは元々プロデューサーのケン・ハーパーが考案した。彼は当初の演出家をギルバート・モゼスから、市外での試験興行中にミシガン州デトロイトのジェフリー・ホールダーに交代させた。
ボルチモアのオリジナル・キャストにはドロシー役にリニー・ハリス、カカシ役にチャールズ・ヴァレンティノ、ブリキ男役にベン・ハーニー、臆病ライオン役にケン・プリマス、フィールド・マイスの女王役にバタフライ・マクイーンが配役された。ハーニーのみがブロードウェイにも出演したが、より小さな役になった。ブロードウェイにおいてハリスはドロシー役の代役に、マクイーンはアデペリー役の代役になった。
1975年1月5日、ブロードウェイのマジェスティック・シアターでジェフリー・ホールダー演出により開幕した。
- ステファニー・ミルズ - ドロシー
- ヒントン・バトル - カカシ
- タイガー・ヘインズ - ブリキ男
- テッド・ロス - 臆病ライオン
- ディー・ディー・ブリッジウォーター - 南の良い魔女グリンダ
- アンドレ・デシールズ - ウィズ
- メイベル・キング - 西の悪い魔女イヴリン
- クラリス・テイラー - 北の良い魔女アダパール
- テイシャ・トーマス - エム叔母
- ラルフ・ウィルコックス - ヘンリー叔父
- フィリシャ・ラシェイド - マンチキン
- ヴィクター・ウィリス - ヘンリー叔父(後任)、ウィズ(代役)、臆病ライオン(代役)、ブリキ男(代役)

評価は賛否両論で、プロデューサーのケン・ハーパーはブロードウェイ開幕日の夜にもう閉幕してしまおうかと考えた。しかし出演者が『Ease On Down the Road 』を歌うテレビ・コマーシャルが流れると人気が出てディスコ・グループのコンシューマー・ラポートがこの曲をシングルでリリースするなど成功に向かっていった。このシングルは『ビルボード』誌のソウル・シングル・チャートで最高19位、総合チャートで最高42位となった。
1993年、脚本家のウィリアム・F・ブラウンは「この公演の主要投資家であった20世紀フォックスは公演継続のためさらに10万ドルを投じ、製作費110万ドルを回収するまで皆がロイヤルティー・カットに応じた。第8週にはチケットが完売になった」と語った。
1977年5月25日、ブロードウェイ・プロダクションはブロードウェイ・シアターに移動し、4年間1,672公演の後1979年1月28日に閉幕した。
1971年の『Purlie 』、1974年の『レイズン』など他のミュージカルと共に、『ザ・ウィズ』は全て黒人出演者による大規模な巨額ミュージカルとしてブロードウェイの突破口となった。のちの『Bubbling Brown Sugar 』、『ドリームガールズ』、『Duke Ellington's Sophisticated Ladies 』などのアフリカ系アメリカ人によるヒット作の基礎となった。

## 全米ツアー公演および再演
1976年、全米ツアー公演を行ない、ツアー中、アンドレ・デシールズに代わってケネス・カマル・スコットがウィズ役、ステファニー・ミルズに代わってレニー・ハリスがドロシー役を演じ、1978年、レニー・ハリスに代わってデボラ・マローンがドロシー役を演じ、その後ロサンゼルスにあるアーマンソン・シアターで19歳のレン・ウッズがドロシー役を演じてハリウッドに大きな印象を与え、ミロス・フォアマンの映画『ヘアー』に出演することになった。当時批評家はミルズが彼女を最も気に入っていたとして、彼女の役を用意したと語った。
1984年5月24日からブロードウェイのラント・フォンタン・シアターで再演され、プレビュー7回、本公演13回の後6月3日に閉幕した。ジェフリー・ホールダーが演出し、ステファニー・ミルズがドロシー役を演じた。その後12月11日から1985年2月2日までロンドンのリリック・シアターで上演された。2004年に再度ブロードウェイ再演が計画されたが、実現しなかった。2016年から2017年、演出家のケニー・レオンは2015年のテレビ版放映後ブロードウェイ再演を計画している。
2015年8月、ブロードウェイ公演40周年を記念して、ニューヨークにあるサマーステージで演出家のジョージ・フェイソンはオリジナルの楽曲と振付を使用して『The Wiz: A Celebration in Dance and Music 』を上演した。当時の出演者の多くがこの公演に出演した。マンチキン役であったフィリシャ・ラシェイドがフェイソンと共に司会を務めた。アンドレ・デシールズがウィズ役、トニー賞を受賞したディー・ディー・ブリッジウォーターがグリンダ役を、ブロードウェイ再演に出演したエボニー・ジョアンがアダパール役を再現した。シンガーソングライターのウォレス・ゲイリーがカカシ役で参加した。ダミアン・L・スニードが音楽監督および指揮者と務めた。
1996年-1997年シーズンから、ドロシー役にテイシャ・スコット、イヴリン役にグレイス・ジョーンズ、ウィズ役にピーボ・ブライソン、グリンダ役にセセ ・ピニストンが配役された他の全米ツアー公演が行われた。他にブリキ男役にトニー・テリー、エム叔母役にロメルダ・ベンジャミンが配役された。

## 他のプロダクション
1976年1月から10月、オーストラリアのメルボルンとシドニーでドロシー役にアンドレア・フリーソン、ブリキ男役にヴィクター・ウィリス、臆病ライオン役にフレディ・パリス、ウィズ役にチャック・マッキニー、カカシ役のロバート・エリスが配役されたJCウィリアムソン・シアター公演が行われた。1979年終盤、ウィリスはオーストラリアから戻り、ブロードウェイ公演に合流した。
ロンドンのフライモンキー・プロダクションは2回公演を行なった。どちらもハックニー・エンパイアにて、2000年、最初の公演が行われてロンドンの報道機関から高い評価を受け、翌2001年に2回目の公演が行われさらに高い評価を受けた。2001年の公演はハックニー・エンパイア改築前最後の公演ということで記録に残る公演となった。どちらの公演もジェイミー・ヒンドが演出、スティーヴ・ホワイトが音楽監督、アンディ・バーンズがプロダクション・マネージャーを務めた。振付は2000年公演がスザンナ・ハウレット、2001年公演が両公演にダンサーとして出演しているジュリエット・ヴァイバートであった。出演者はどちらもタムシア・ジョフ、ラスティ・リー、シャロン・D・クラーク、キャット・グラハムであった。
2006年9月26日から11月12日、サンディエゴのラホヤ・プレイハウスで公演が行われ、高評価を受け3週間延長した。デス・マカナフが演出、オリジナル・ブロードウェイ版で編曲を担当したハロルド・ウィーラーが時代に合わせて改訂した。ドロシー役にニッキ・M・ジェイムズ、エヴリン役にE・フェイ・バトラー、ウィズ役にデヴィッド・アラン・グリアが配役され、ロバート・ブリルが装置を担当した。
ドジャー・プロダクションがアメリカでの権利を持ち、ジョープ・ヴァン・デン・エンドのステージ・エンタテイメントがヨーロッパでの権利を持った。2006年、ステージ・エンタテイメントはオランダのユトレヒトにあるベアトリクス・シアターでフル・スケールの公演を上演した。グレン・ケセイルが演出、アントニー・ヴァン・ラーストが振付、デイヴィッド・ギャロが装置を担当した。
2009年6月12日から7月5日、ニューヨーク・シティ・センターで行われる『Encores! Summer Stars 』で『ウィズ』が上演された。トーマス・カイルが演出、アンディ・ブランクンビューラーが振付を務めた。ドロシー役にアシャンティ、イヴリン役にタチナ・アーノルド、アダパール役にドウン・ルイス、ブリキ男役にジョシュア・ヘンリー、臆病ライオンにジェイムズ・モンロー・アイグルハート、ウィズ役にオーランド・ジョーンズ(のちにコルマン・ドミンゴに交代)、エム叔母役とグリンダ役にラチェンズが配役された。
2011年、イギリス再演がバーミンガム・レパートリー・シアターとウエスト・ヨークシャー・プレイハウスの共同製作により上演され。ジョゼット・バシェル・ミンゴが演出、ポール・J・メドフォードが振付を担当した。
2011年、初のドイツ語公演がオーストリアのリンツに新たに建設されたMusiktheater Linzで上演された。キム・ダビーが演出および振付を担当した。
2015年2月、ボストンのドーチェスター近郊にある歴史的なストランド・シアターでフィドルヘッド・シアター・カンパニーの公演が上演された。

### 日本での公演
日本初演は1976年7月に日生劇場に於いて岡崎友紀のドロシーの他上条恒彦、沢木順、宝田明らの出演で上演された。
ドロシー 岡崎友紀 
ライオン 上條恒彦
カカシ   沢木順
ブリキマン 小宮守
アダパール 横山道代
グリンダ  鹿島とも子
イビリーン 亀渕友香(途中降板)
オズの魔王 宝田明
フライングモンキー 真島茂樹
2012年9月から、宮本亜門プロデュースのミュージカル『ウィズ〜オズの魔法使い〜』上演。ドロシー役は「AKB48プロジェクト全国オーディション」において、AKB48および姉妹グループ内から増田有華を選出。
2015年3月の再演では梅田彩佳と田野優花のWキャスト。
| 主要キャスト             | 2012年             | 2015年              |
| ------------------------ | ------------------ | ------------------- |
| ドロシー                 | 増田有華           | 梅田彩佳/田野優花   |
| カカシ                   | ISSA               | 佐賀龍彦            |
| ブリキ男                 | 良知真次           | 施鐘泰              |
| ライオン                 | エハラマサヒロ     | エハラマサヒロ      |
| 南の善い魔女・グリンダ   | 小柳ゆき           | 小柳ゆき            |
| 西の悪い魔女・イヴリン   | 森公美子           | 岡本知高/阿知波悟美 |
| 北の善い魔女・アダパール | 瀬戸カトリーヌ     | 瀬戸カトリーヌ      |
| 黄色い道の案内人         | ジョンテモーニング | 仲宗根梨乃          |
| エメラルドシティの門番   | 吉田メタル         | 吉田メタル          |
| ウィズ                   | 陣内孝則           | 陣内孝則            |

## あらすじ

### プロローグ
ドロシーはカンザス州の農場にエム叔母、ヘンリー叔父、犬のトトと共に住んでいる。彼女は農場から出て行き、どこか遠くに行きたいと願っている。エム叔母とヘンリー叔父は出て行ってほしくないため、彼女にここで充分ではないかと語る("The Feeling We Once Had")。

### 第1幕
竜巻が起こり、ドロシーが中にいるまま家が空中に飛ばされる("Tornado")。花で覆われたエメラルド・グリーンの広場の中央に衝撃と共に落ちる。北の良い魔女アダパールと青い服を着たマンチキンたちに出会い、アダパールは東の悪い魔女の上に家が落ちて殺したため、悪の力からマンチキンを解放したと語る。ドロシーは困惑し、エム叔母、ヘンリー叔父、トトのいるカンザス州に帰りたいと語り、アダパールは偉大なるオズの魔法使いに会いに行き、彼に頼めばきっと帰ることができると語る("He's the Wizard")。アダバールはドロシーに東の魔女の銀の靴を与え、魔力が溶けないように家に帰るまで脱がないように注意する。
ドロシーはこの先に何が待ち受けているのか疑問と恐れでいっぱいになりながら黄色のレンガ道を通る("Soon As I Get Home")。トウモロコシ畑の近くで休憩を取ろうとすると、棒に刺さったカカシに話しかけられて驚く("I Was Born the Day Before Yesterday")。カカシはドロシーに他の人たちと同じように脳が欲しいと語り、ドロシーはオズが助けてくれるかもしれないから一緒に行こうと誘う("Ease On Down the Road #1")。
黄色いレンガ道を進むと大きな森に入っていき、そこで錆びて固まっているブリキ男に出会う。関節に油をさすと("Slide Some Oil To Me")、ブリキ男は召使いの少女との結婚が破談になったこと、東の悪い魔女が彼の斧に魔法をかけて彼の体を切り刻むようになったことを語る。毎回ブリキ職人が切られた箇所を補填していたら全体がブリキになってしまったのである。だがブリキ職人がハートを作ることを忘れてしまったため、それ以来ブリキ男はハートを熱望している。ドロシーとカカシは魔法使いがハートをくれるかもしれないから一緒に行こうと誘う("Ease On Down the Road #2")。
黄色いレンガ道を進むと暗いジャングルに入っていき、大きなライオンが襲い掛かってくる("I'm a Mean Ole Lion")。しかしライオンは臆病なため無傷で済む。一行の行き先を聞き、臆病ライオンは魔法使いに勇気をくれるようお願いするため同行を願い出る。彼らは同意し、トリオはカルテットとなる("Ease On Down the Road #3")。しかし半虎半熊の怪物カリドーに襲われ新たな危機に直面する("Kalidah Battle")。戦いからなんとか逃げ出し、休憩をとる。臆病ライオンは戦いでの弱腰を恥じるが、ドロシーの優しい言葉で慰められる("Be a Lion")。
遠くに緑の光を見つけてエメラルド・シティへ向かう途中、アヘンをまき散らすケシの花畑に迷い込む。肉体ではないカカシとブリキ男は平気だったが、ドロシーと臆病ライオンは意識が混濁して眠気が起きる。ドロシーはマンチキンたちが危険なケシについて注意していたことを思い出し、カカシとブリキ男と共に全速力で逃げ出す。臆病ライオンはアヘンにやられて幻覚を起こす("Lion's Dream")。この一帯を警備しているフィールド・マウスに花畑から引きずり出され、友人たちと合流する。
エメラルド・シティの門まで行くと門番から、あまりのまぶしい風景から目を守るため緑のサングラスをかけるように言われる。街に入っていくと、その荘厳な街に住む豪華なドレスを着た人々に圧倒される("Emerald City Ballet")。高慢で人を見下すような人々が魔法使いとの面会を待ちながらドロシー一行を嘲笑するが、ドロシーが東の魔女の銀の靴を履いていることに気付き笑うのをやめる。一行は宮殿に入っていく。
謁見室では魔法使いの登場の際、光、スモーク、花火に圧倒される("So You Wanted To See the Wizard")。それぞれが希望を訴え、ブリキ男はハートのある人生を想像する("What Would I Do If I Could Feel")。西の悪い魔女イヴリンを殺害するという条件に同意する。ドロシーたちは望みがなかなか達成されず大量の涙を流す。

### 第二幕
イヴリンは西の黄色の国を統治し、国民ウィンキーズを奴隷のように扱う。彼女は悪い魔女で、強欲で欲しいものは何でも手に入れようとする("Winkie Chant/Don't Nobody Bring Me No Bad News")。ドロシーと仲間たちが近づいてくるのに気付き、彼らを殺害するため飛猿を送る("Funky Monkeys")。岩による攻撃にブリキ男が対抗するが、体が動かなくなってしまい、カカシのわらで対抗しようとすると彼まで役立たずとなる。ドロシーの銀の靴を見つけると、彼女への攻撃をやめる。彼らは彼女、トト、ライオンをイヴリンの城へ連れていく。ドロシーからどうやって靴を奪うか考えている間、イヴリンはドロシーとライオンを召使いのように働かせる。イヴリンはドロシーの前でトトとライオンを拷問にかけて喜ぶ。ドロシーは怒ってバケツの水を彼女にかけると、彼女は溶けてしまう。ウィンキーズにかけた魔法は溶け、カカシとブリキ男を直すことで感謝の気持ちを表し、一行は全員が合流する("Everybody Rejoice").
エメラルド・シティに戻り、ウィザードに会う。彼は約束を反故にし、怒った臆病ライオンはカーテンを破る。その後ろにはウィザードを演じていた当惑した男が立っている("Who Do You Think You Are?")。彼はイリュージョンを作り出す特殊効果について説明し、ネブラスカ州オマハから気球で旅していたところ、予期せずコースから外れてオズにたどり着いたと語る。オズの国民たちは気球を見たことがなく、彼を魔法使いだと思ったのだ。彼らを失望させたくなかったため、彼はこの役を演じ、王国を建てた。その後彼は国民たちに緑のサングラスをかけさせ、やがて全てが緑だと信じるようになった。
一行は魔法使いに騙されたことに立腹するが、彼はカカシ、ブリキ男、臆病ライオンにこれまでの旅の過程ですでに望みが叶っていることを指摘する("Believe In Yourself")。皆納得しなかったが、ウィズが脳、ハート、勇気のシンボルを作ってやると皆は満足する。彼はドロシーとトトに気球でカンザスに行こうと語る。彼はエメラルド・シティの住民たちに、自分は旅に出るため代わりに賢いカカシが統治すると語る("Y'all Got It!")。彼の演説がクライマックスに達すると、気球は勝手に飛んでいき、ドロシーが帰宅したいと願う気持ちと共に素早く空中をのぼっていく。
閃光が走り、アダパールが登場してドロシーに南の良い魔女グリンダに助けを求めたらどうかと提案する。彼女は一行を南の赤い国にあるグリンダの宮殿に連れていく("A Rested Body Is a Rested Mind")。グリンダは美しく気の優しい魔女で、可愛い少女の家臣に囲まれている。彼女はドロシーに銀の靴には家に帰らせてくれる力があるが、友人たちと同じように強く願わなくてはならないと語る("If You Believe")。彼女は涙ながらになんとか仲間たちに別れを告げると、彼らの顔は闇に消え去り、彼女はこの旅で得たもの、失ったものを思い返す("Home")。彼女はトトを腕に抱えて銀の靴のかかとを3回合わせると、エム叔母が登場してドロシーは彼女を抱き締める。彼女はついに家に帰ることができた("Finale")。

## 映画およびテレビ
1977年、ザ・ウィズの映画化権をモータウン・プロダクションズが獲得し、ドロシー役にはステファニー・ミルズと契約するものと見込まれていた。モータウンの歌手で女優のダイアナ・ロスはモータウンのCEOであるベリー・ゴーディに自分をキャスティングしてくれるよう頼んだが、彼は33歳のロスはこの役には歳を取り過ぎているとして断った。しかし彼女はユニバーサル・ピクチャーズのロブ・コーエンに連絡し、もしドロシー役をさせてくれるなら経済的支援をすると語ったためロスがドロシー役に配役された。
他にカカシ役にモータウンのスターのマイケル・ジャクソン、ブリキ男役にニプシー・ラッセル、ウィザード 役にリチャード・プライヤー、ミス・ワン役にジャズ歌手のテルマ・カーペンター、グリンダ役にレナ・ホーンが配役された。ブロードウェイ公演での臆病ライオン役のテッド・ロスとイヴリン役のメイベル・キングは映画でもこの役を演じた。シドニー・ルメットが監督をし、ブラウンによる舞台版の脚本を使用せずにジョエル・シュマッカーが脚本を担当し、クインシー・ジョーンズが音楽監督を務めた。映画は批評的にも商業的にも失敗し、興行収入も低く、批評家からはミルズではなくロスをドロシー役に配役したことが致命的ミスだったと酷評した。
2015年12月3日、NBCで『ザ・ウィズ・ライヴ!』が生放送される。ブロードウェイ公演でドロシー役を演じたステファニー・ミルズがエム叔母役で出演する。2015年6月6日にドロシー役のオーディションが行われた。2015年7月、クィーン・ラティファがウィズ役、メアリー・J. ブライジがイヴリン役に配役されたことが発表された。ビヨンセにグリンダ役がオファーされたが契約には至らなかった。翌月、臆病ライオン役にデヴィッド・アラン・グリア、ドロシー役に新人のシャニース・ウィリアムズが配役された。グリンダ役にウゾ・アドゥーバ、北の良い魔女アダパール役にアンバー・ライリーが杯医薬された。他にカカシ役にイライジャ・ケリー、ブリキ男役にニーヨ、エメラルド・シティの門番バウンサー役にコモンが配役された。

## 出演者

### 主要キャスト
| 役           | 声域           | 1974年、ブロードウェイ・オリジナル公演 | 1978年、映画           | 1984年、ブロードウェイ再演   | 2015年、テレビ             |
| ------------ | -------------- | -------------------------------------- | ---------------------- | ---------------------------- | -------------------------- |
| ドロシー     | アルト         | ステファニー・ミルズ                   | ダイアナ・ロス         | ステファニー・ミルズ         | シャニース・ウィリアムズ   |
| カカシ       | テナー         | ヒントン・バトル                       | マイケル・ジャクソン   | チャールズ・ヴァレンティーノ | イライジャ・ケリー         |
| ブリキ男     | バリトン       | タイガー・ヘインズ                     | ニプシー・ラッセル     | ハワード・ポーター           | ニーヨ                     |
| 臆病ライオン | バリトン       | テッド・ロス                           | テッド・ロス           | グレッグ・ベイカー           | デヴィッド・アラン・グリア |
| エム叔母     | メゾ・ソプラノ | タシャ・トーマス                       | テレサ・メリット       | ペギー・ブルー               | ステファニー・ミルズ       |
| グリンダ     | アルト         | ディー・ディー・ブリッジウォーター     | レナ・ホーン           | アン・ドゥケスネイ           | ウゾ・アドゥーバ           |
| ウィズ       | テナー         | アンドレ・デ・シールズ                 | リチャード・プライヤー | カール・ホール               | クィーン・ラティファ       |
| イヴリン     | アルト         | メイベル・キング                       | メイベル・キング       | エラ・ミッチェル             | メアリー・J. ブライジ      |
| アダパール   | メゾ・ソプラノ | チャリス・テイラー                     | テルマ・カーペンター   | ファニタ・フレミング         | アンバー・ライリー         |

### その他の配役
オリジナル・ブロードウェイ・キャスト
- ヘンリー叔父/家臣: ラルフ・ウィルコックス(のちにヴィクター・ウィリスに交代)
- トルネード: レジーナ・ベル・ドーリー
- 門番: ダニー・ベアド
- メッセンジャー: カール・ウィーヴァー
- 飛猿: アンディ・トレス

## 使用楽曲
| 第1幕 1. "The Feeling We Once Had" – エム叔母 2. "Tornado" – カンパニー 3. "He's the Wiz" – アダパール、マンチキンMunchkins 4. "Soon as I Get Home" – ドロシー 5. "I Was Born On The Day Before Yesterday" – カカシ 6. "Ease on Down the Road" – ドロシー、カカシ 7. "Slide Some Oil to Me" – ブリキ男 8. "Ease on Down the Road (リプライズ)" - ドロシー, カカシ、ブリキ男 9. "(I'm a) Mean Ole Lion" – 臆病ライオン 10. "Ease on Down the Road (リプライズ)"- ドロシー, カカシ, ブリキ男、臆病ライオン 11. "Be a Lion" – ドロシー、臆病ライオン 12. " Lion's Dream " - 臆病ライオン、ポピーズ 13. "Emerald City Ballet (Psst)" - カンパニー 14. "So You Wanted to Meet the Wizard" – ウィザード 15. "What Would I Do If I Could Feel" – ブリキ男 | 第2幕 1. "Entr'acte" 2. "Don't Nobody Bring Me No Bad News" – イヴリン、ウィンキーズ 3. "Funky Monkeys" - カンパニー 4. "Wonder Wonder Why" – ドロシー (1984年再演版のみ) 5. "Everybody Rejoice /A Brand New Day" – カンパニー 6. "Who Do You Think You Are?" – ドロシー, カカシ, ブリキ男, 臆病ライオン 7. "Believe in Yourself" – ウィザード 8. "Y'all Got It!" – ウィザード、カンパニー 9. "A Rested Body Is a Rested Mind" – グリンダ、カンパニー 10. "Believe in Yourself" (リプライズ) – グリンダ 11. "Home/Finale" – ドロシー |

以下の例外以外は全てチャーリー・スモールズの作曲である:
『Tornado 』はティモシー・グレイフンリードとハロルド・ウィーラー作曲、『Emerald City Ballet (Psst) 』はグレイフンリードとジョージ・フェイソン作曲、『Everybody Rejoice /A Brand New Day 』はルーサー・ヴァンドロス作曲。
楽器編成はキーボード(指揮者が演奏)、ベース、ギター、ドラム、パーカッション、木管楽器4種、トランペット3本、トロンボーン2本、ヴァイオリン2本、チェロである。

## 批評
1984年の再演で批評家のフランク・リッチは「『ザ・ウィズ』で感銘を受けたのは、製作者たちがボームのカンザスにおけるファンタジーと都会の黒人のプライドの繋がりを見出したことである。良い魔女グリンダがドロシーに自身を信じさせた時、より深い印象を残した。1975年版の『ザ・ウィズ』はそれほど良いミュージカルではなかったが、伝えたいことが力強く真っ直ぐに伝わってきた。しかし黒人の自尊心や才能を舞台上で熱心にひけらかすのは価値を下げる」と記した。
2006年のラホヤ・プロダクションについて『バラエティ』誌は「『ザ・ウィズ』は現代のスラングなどの寄せ集めだが、ラホヤ公演は多文化的な寄せ集めで観客に広くボームのテーマを伝えている。まぎれもなくユーモアや部分部分の神髄にアフリカ系アメリカ人の源流が残っているが、全体的にみると多元的で包括的である。的確に言うと、演出家マカナフの公演は人種の壁がない。1975年のオリジナル公演との大きな違いである、多文化のコンセプトは称賛に値する。ブラウンによりほぼ改訂された脚本は刺激的で面白い。音楽監督のロン・メルローズとブロードウェイ・オリジナルで編曲を担当したハロルド・ウィーラーによる指揮のスモールズの曲は新鮮で現代的である」と記した。『ザ・ウィズ』は世界中で上演されている。

## オリジナル・キャスト・レコーディング
1975年、『ザ・ウィズ』オリジナル・キャスト・レコーディングがアトランティック・レコードからジェリー・ウェクスラーのプロデュースによりリリースされた。好評を得たが、ミュージカルのキーとなる曲のいくつかは収録されていない。

### 収録曲

#### A面
1. "Prologue"
2. "The Feeling We Once Had" – タシャ・トーマス
3. "Tornado" (インストゥルメンタル)
4. "He's The Wizard" – クラリス・テイラー
5. "Soon As I Get Home" – ステファニー・ミルズ
6. "I Was Born On The Day Before Yesterday" – ヒントン・バトル
7. "Ease On Down The Road" – ヒントン・バトル、ステファニー・ミルズ、テッド・ロス、タイガー・ヘインズ
8. "Slide Some Oil To Me" – タイガー・ヘインズ
9. "I'm A Mean Ole Lion" – テッド・ロス

#### B面
1. "Be A Lion" – ステファニー・ミルズ、テッド・ロス
2. "So You Wanted To See The Wizard" – アンドレ・デ・シールズ
3. "What Would I Do If I Could Feel" – タイガー・ヘインズ
4. "Don't Nobody Bring Me No Bad News" – メイベル・キング
5. "Everybody Rejoice" – ステファニー・ミルズ、カンパニー
6. "Y'all Got It!" – アンドレ・デ・シールズ
7. "If You Believe" – ディー・ディー・ブリッジウォーター
8. "Home (Finale)" – ステファニー・ミルズ

## 受賞歴

### オリジナル・ブロードウェイ・プロダクション
| 年     | 賞                       | 部門                   | ノミネート者                       | 結果       |
| ------ | ------------------------ | ---------------------- | ---------------------------------- | ---------- |
| 1975年 | トニー賞                 | ミュージカル作品賞     | ミュージカル作品賞                 | 受賞       |
| 1975年 | トニー賞                 | ミュージカル脚本賞     | ウィリアム・F・ブラウン            | ノミネート |
| 1975年 | トニー賞                 | オリジナル楽曲賞       | チャーリー・スモールズ             | 受賞       |
| 1975年 | トニー賞                 | ミュージカル助演男優賞 | テッド・ロス                       | 受賞       |
| 1975年 | トニー賞                 | ミュージカル助演女優賞 | ディー・ディー・ブリッジウォーター | 受賞       |
| 1975年 | トニー賞                 | ミュージカル演出賞     | ジェフリー・ホールダー             | 受賞       |
| 1975年 | トニー賞                 | 振付賞                 | ジョージ・フェイソン               | 受賞       |
| 1975年 | トニー賞                 | 衣裳デザイン賞         | ジェフリー・ホールダー             | 受賞       |
| 1975年 | ドラマ・デスク・アワード | ミュージカル作品賞     | ミュージカル作品賞                 | 受賞       |
| 1975年 | ドラマ・デスク・アワード | ミュージカル女優賞     | ステファニー・ミルズ               | ノミネート |
| 1975年 | ドラマ・デスク・アワード | ミュージカル助演男優賞 | テッド・ロス                       | 受賞       |
| 1975年 | ドラマ・デスク・アワード | ミュージカル助演男優賞 | ヒントン・バトル                   | ノミネート |
| 1975年 | ドラマ・デスク・アワード | ミュージカル助演女優賞 | メイベル・キング                   | ノミネート |
| 1975年 | ドラマ・デスク・アワード | ミュージカル演出賞     | ジェフリー・ホールダー             | ノミネート |
| 1975年 | ドラマ・デスク・アワード | 振付賞                 | ジェフリー・ホールダー             | 受賞       |
| 1975年 | ドラマ・デスク・アワード | 作詞作曲賞             | チャーリー・スモールズ             | 受賞       |
| 1975年 | ドラマ・デスク・アワード | 装置デザイン賞         | トム・H・ジョン                    | ノミネート |
| 1975年 | ドラマ・デスク・アワード | 衣裳デザイン賞         | ジェフリー・ホールダー             | 受賞       |

## 関連事項
- オズの魔法使いの派生作品—『オズの魔法使い』の他の派生作品